# Liste der Monuments historiques in Lantéfontaine
Die Liste der Monuments historiques in Lantéfontaine führt die Monuments historiques in der französischen Gemeinde Lantéfontaine auf.

## Liste der Objekte
| Bezeichnung                | Beschreibung                                       | Standort                                   | Kennzeichnung | Schutzstatus | Datum | Bild |
| -------------------------- | -------------------------------------------------- | ------------------------------------------ | ------------- | ------------ | ----- | ---- |
| Skulptur Petrus            | Stein, farbig gefasst, um 1530                     | Immonville, in der Kirche St-Pierre (Lage) | PM54000347    | Classé       | 1979  |      |
| Skulptur Heiliger Eligius  | Stein, farbig gefasst, Anfang des 18. Jahrhunderts | Immonville, in der Kirche St-Pierre (Lage) | PM54000348    | Classé       | 1979  |      |
| Skulptur Mariä Himmelfahrt | Holz, vergoldet, Ende des 18. Jahrhunderts         | Immonville, in der Kirche St-Pierre (Lage) | PM54001609    | Inscrit      | 1977  |      |
| Hauptaltar                 | Holz, farbig gefasst und vergoldet, um 1700        | Immonville, in der Kirche St-Pierre (Lage) | PM54000346    | Classé       | 1966  |      |